# Joseph Kauliakamoa Jr.
Joseph Clarence Kauliakamoa Jr. (né le 12 août 1989 à Honolulu, à Hawaï) est un joueur américain de volley-ball. Il mesure 1,96 m et joue passeur. Il totalise 21 sélections en équipe des États-Unis.

## Clubs
| Club                      | De        | À         |
| ------------------------- | --------- | --------- |
| Volley Team Bratislava    | 2012-2013 | 2012-2013 |
| Porto Robur Costa Ravenne | 2013-2014 | ...       |

## Palmarès
- Championnat d'Amérique du Nord des moins de 19 ans
  - Finaliste : 2006
- Championnat de Slovaquie (1)
  - Vainqueur : 2013
- Coupe de Slovaquie (1)
  - Vainqueur : 2013